# Monterey, Massachusetts
Monterey är en kommun (town) i Berkshire County, Massachusetts, USA. Vid folkräkningen år 2000 bodde 934 personer på orten. Den har enligt United States Census Bureau en area på totalt 70,8 km² varav 2,1 km² är vatten.